# Pareustroma conisecta
Pareustroma conisecta är en fjärilsart som beskrevs av Louis Beethoven Prout 1940. Pareustroma conisecta ingår i släktet Pareustroma och familjen mätare. Inga underarter finns listade i Catalogue of Life.